# Samuel Brill
Salomon (Samuel) Brill (Rotterdam, 12 juli 1903 – Capelle aan den IJssel, 5 februari 1985) was een Nederlands cellist.
Salomon Bril was zoon van Leentje Slier en politieagent Willem Bril.. Zijn broer Herman Bril was jarenlang tweede concertmeester bij het Rotterdams Philharmonisch Orkest. Samuel Brill was getrouwd met pianiste Jacoba Philippina (Co) Bouma en later met tweede violiste van het Rotterdams Philharmonisch Orkest Aya Jongert. Dochter Willy Brill was lang de stem achter 002 (tijdmelding); zoon Paul Brill was/is bestuurslid bij het Nieuw Israëlietisch Weekblad.
Hij kreeg zijn opleiding van cellist Marix Loevensohn. Tussen 1916 en 1936 was hij (solo)cellist bij het Rotterdams Philharmonisch Orkest, Hij maakte er het moeilijke begin van het orkest mee. Musici moesten bijverdienen in cafés etc. Zijn naam als solist, dan nog Samuel Bril, maakte opgang vanaf 1925. In 1934, toen hij met het Residentie Orkest onder leiding van Ignaz Neumark een uitvoering gaf van het Celloconcert van Camille Saint-Saëns in het Scheveningse Kurhaus gaf, was het Samuel Brill. In dat laatste jaar werd hij uit een auditie gekozen als eerste solocellist van het Concertgebouworkest. Hij zou er zijn leermeester Loevensohn opvolgen. Nadat de hele sollicitatieronde was afgesloten werd bekend dat hij er tweede solocellist werd.  Brill was vervolgens tussen 1 september 1936 en 1 september 1953 werkzaam bij het Concertgebouworkest en maakte ook onderdeel uit van kamermuziekensembles, samengesteld uit leden van dat orkest. Hij woonde gedurende die aan de Koninginneweg 119.   
In 1940 speelde hij met het Concertgebouworkest wederom Saint-Saëns en de recensent van Het Vaderland omschreef hem als cello-sieraad  van het orkest. 
Hij was één van de zestien musici die op 8 juni 1941 verbannen werd uit het orkest vanwege zijn Joodse religie. De Duitse bezetter had bepaald dat Joodse musici geen deel meer mochten uitmaken van het culturele en muziekleven. De groep werd ontslag aangezegd. Of Brill nog heeft gemusiceerd in het Joodsch Symphonie Orkest is onbekend. Wel is bekend dat de groep als totaal enige bescherming kreeg onder het Plan-Frederiks met plaatsing in een reserveringskamp in Barneveld.  Bekend is dat meerdere leden vanuit die groep toch naar Kamp Westerbork en Theresienstadt werden gedeporteerd en bij beëindiging van de oorlog via Zwitserland terug kwam. Tussen 1937 en 1953 (niet tussen 1940-1945) soleerde hij 23 keer bij het Concertgebouworkest
Na zijn periode in het Concertgebouw keerde hij terug naar het Rotterdams Philharmonisch Orkest, alwaar hij in 1968 met pensioen ging. In 1965 werd Samuel Brill onderscheiden met de Penning van de Leuve.
Hij was voorts jarenlang docent cello aan het Haags Conservatorium. 
Hij overleed op 81-jarige leeftijd in zijn woonplaats Capelle aan den IJssel. Samuel Brill werd begraven op Begraafplaats Oud Kralingen. 
In 2020 werd zijn naam opgenomen in het Gedenkteken Joodse Musici in het Concertgebouw; een postuum eerbetoon van het orkest aan de tijdens de arisering ontslagen orkestleden.